# Overledingerland
Das Overledingerland (auch Overledingen, hochdeutsche Schreibweise Oberledingerland, Oberledingen) ist eine historische Landschaft im südlichen Ostfriesland und bildet den südöstlichen Teil des Landkreises Leer. Der Name bedeutet nichts anderes als „Land über der Leda“, also südlich des Flusses Leda. Im Westen begrenzt die Ems den Landstrich.
Politisch gliedert es sich heute in die Gemeinden Rhauderfehn, Ostrhauderfehn und Westoverledingen sowie die Ortschaft Nettelburg der Stadt Leer. Dieses historische Gebiet wird heute vom Wasserversorgungsverband Overledingen versorgt. Historisch gehört auch die Nessehalbinsel in der Stadt Leer zum Overledingerland, da die Ledaschleife erst in jüngerer Zeit durchstochen wurde. Weit verbreitet ist als Umgangssprache das ostfriesische Platt. Die Gemeinden Rhauderfehn und Westoverledingen haben zur Pflege der Sprache Plattdeutschbeautragte ernannt.
Die Overledinger sind mehrheitlich protestantisch. Nahe der Ems gibt es noch einige reformierte Gemeinden, ansonsten herrscht das lutherische Bekenntnis vor. Vereinzelt finden sich auch Freikirchen oder Katholiken. Im Süden, zu Emsland und Hümmling, und im Osten, zum Oldenburger Münsterland (einschl. das friesischsprachigen Saterlands), verläuft eine recht starke Konfessionsgrenze zu mehrheitlich katholischen Gebieten.

## Geschichte

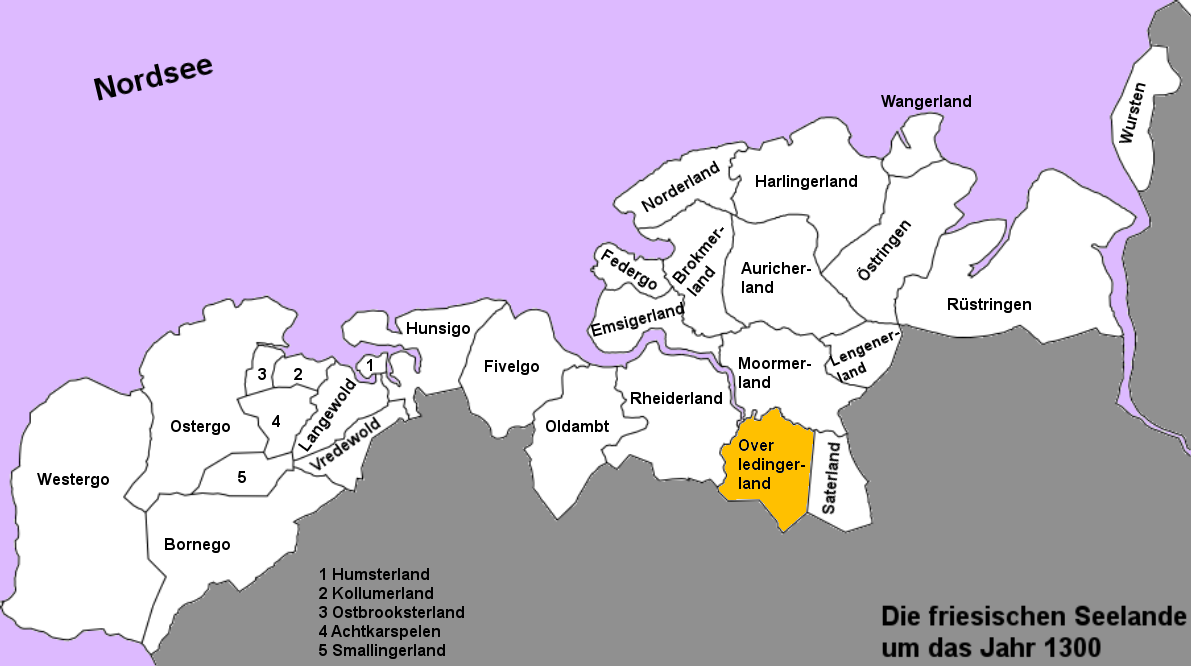
Overledingen innerhalb der friesischen Seelande um 1300

Das Overledingerland ist eine der vier historischen Landschaften auf dem Festland des heutigen Landkreises Leer. Es gehörte im frühen Mittelalter zum karolingischen Emsgau, konnte sich aber, nachdem die auswärtigen Grafen vertrieben waren, im 13. Jahrhundert als eine eigenständige friesische Landesgemeinde etablieren. Im Süden schlossen sich auch einige sächsische Siedlungen der genossenschaftlich organisierten Landesgemeinde an. Eine klassische Feudalherrschaft etablierte sich hier wie im übrigen Friesland nicht.
Es war vermutlich in Landesviertel geteilt, die jeweils vier Vertreter in den Sechzehner-Rat des Overledingerlandes entsandten, dessen Hauptversammlungsort wahrscheinlich Backemoor war. Aufgrund der wirtschaftlichen Voraussetzungen konnte sich das Overledingerland allerdings keine so starke Stellung erarbeiten, wie es weiter nördlich etwa das Brokmerland, das Harlingerland oder das Jeverland schafften. Während der Zeit der friesischen Freiheit zum Upstalsboombund.
Die Eigenständigkeit endete im 15. Jahrhundert mit der Herrschaft der Hamburger und der Häuptlinge. Eine einheimische zentrale Häuptlingsherrschaft entwickelte sich nicht, nur einige Dorfhäuptlinge konnten sich etablieren. Das Land geriet zunächst unter die Herrschaft der tom Brok. Nach deren Niedergang fiel es an Focko Ukena und in dessen Gefolge an die Cirksena. Mit dem Ende der Häuptlingszeit ging das Overledingerland in der Grafschaft Ostfriesland auf.